# Lijst van Franse ondernemingen
Dit is een lijst van ondernemingen van Frankrijk. Zie Lijsten van ondernemingen voor lijsten van bedrijven van andere landen.
- Accor
- AGF
- Air France
- Air Liquide
- Alcatel-Lucent
- Alstom
- Amaury Sport Organisation
- AOM
- Atari
- Aventis
- Axa
- BIC
- BNP Paribas
- Bongrain
- Boursorama
- Bouygues
- Bugatti officieel gezeteld in Frankrijk, maar nu in bezit van een Duitse onderneming
- Canal+
- Capgemini
- Carrefour
- Casino Guichard
- Christian Dior
- Crédit Agricole
- Crédit Lyonnais
- Danone
- Dassault Aviation
- Dassault Group
- Délifrance
- Dexia
- EADS
- Électricité de France
- France Télécom
- French Connection
- Galeries Lafayette
- Hachette Filipacchi Media
- LaCie
- La Poste
- Lafarge
- Lagardère Group
- L'Oréal
- LVMH
- Matra
- Mephisto Chaussure
- Michelin
- Nexans
- Orange
- Pernod Ricard
- Pinault-Printemps-Redoute
- PSA, eigenaar van de merken Peugeot en Citroën
- RATP
- Renault
- Rhodia
- SAGEM
- Saint-Gobain
- Sanofi-Synthelabo
- Schneider Electric
- Société Générale
- Sodexho
- SNCF
- STMicroelectronics
- TF1
- Thales Group
- Thomson
- Total
- Veolia Environnement
- Vinci
- Vivendi SA